# 홉 에머슨
홉 에머슨(Hope Emerson, 1897년 10월 29일 ~ 1960년 4월 25일)는 미국의 배우, 가수, 연극 배우, 텔레비전 배우, 영화배우이다.
할리우드에서 사망하였다.

## 영화
- 피터 건 (1958년)
- 록-어-바이 베이비 (1958년)
- 내 모든 것을 다 주어도 (1957년)
- 야성녀 (1955년)
- 카사노바의 빅 나이트 (1954년)
- 케이지드 (1950년)
- 이방인의 집 (1949년)
- 아담의 갈빗대 (1949년)
- 스튜디오 원 (1948년)